# The Fire in Your Eyes
„The Fire in Your Eyes“ (hebrejsky האש בעינייך‎) je singl izraelského zpěváka Boaze Maudy z roku 2008.
Píseň reprezentovala Izrael na Eurovision Song Contest 2008 v srbském Bělehradě. Dne 20. května 2008 ji Boaz Mauda zazpíval v prvním semifinále jako druhý v pořadí a kvalifikoval se do finále, když se umístil na 5. místě. Ve finále píseň zazněla jako sedmá v pořadí a celkově se umístila na 9. místě.
Autory písně jsou Shay Kerem a Dana International, která vyhrála Eurovision Song Contest 1998.
Píseň má i hebrejský název — „Ke'ilu Kan" (hebrejsky כאילו כאן‎). Do angličtiny přeloženo jako „As if here“.

## Izraelský národní výběr
Dne 14. února izraelská veřejnoprávní televize IBA a stanice Channel 2 oznámily, že Boaz Mauda byl vybrán na post reprezentanta Izraele na Eurovision Song Contest 2008 v srbském Bělehradě. V roce 2008 zazpíval během národního výběru Kdam Eurovision celkem pět písní.
Národní kolo vyhrála píseň „Ke'ilu Kan“ se ziskem 164 bodů, kterou na druhém místě následovala skladba „Bli Ahavi“ se 120 body. Během národního kola zazněly i písně „Parparim“ (110 bodů, 3. místo), „Hin'e Ha'or“ (84 bodů, 4. místo) a „Masa Haiyai“ (81 bodů, 5. místo).